# Barei (cantante)
Barei, pseudonimo di Bárbara Reyzábal González-Aller (Madrid, 28 marzo 1982), è una cantante, cantautrice e pianista spagnola.
Ha rappresentato la Spagna all'Eurovision Song Contest 2016 con la canzone Say Yay!.

## Biografia

### Inizio della carriera
Nel 2001 partecipò al Benidorm International Song Festival insieme a Gonzalo Nuche nel duetto conosciuto come Dos Puntos con la canzone "Abrazo del tiempo". Al termine della competizione canora si classificarono al secondo posto, ma successivamente furono dichiarati vincitori ufficiali a seguito della squalifica del primo classificato. Poco dopo, Barei si trasferì a Miami, dove ha inciso diversi demo di genere pop latino, che decise di non pubblicare. Tornata a Madrid, iniziò ad esibirsi regolarmente nei locali della città.

### 2011-2014: primo albumBillete para no volvere altri singoli
Nel 2011 Barei ha pubblicato il suo primo album in spagnolo, Billete para no volver, prodotto da Rubén Villanueva. Dopo la presentazione dell'album, Barei ha iniziato a pubblicare, a distanza di alcuni mesi fra loro, diversi singoli in lingua inglese, iniziando con "Play" nell'ottobre 2012. Alcuni singoli ottennero un certo successo, come "Foolish Nana" (2013), "Another's Life" (2013) e "Wildest Horses".

### 2015: il secondo albumThrow the Dice
Il secondo album di Barei, Throw the Dice, pubblicato il 7 aprile 2015, è fortemente influenzato dal pop, funk e soul britannico e americano e include alcuni dei singoli presentati nei due anni precedenti, come "Foolish Nana", "Another's Life" e "Wildest Horses".
Nel settembre 2015, Barei presenta la canzone "Time to Fight", scritta insieme a Fernando Montesinos e utilizzata dal canale televisivo spagnolo Atresmedia come sigla delle trasmissioni della UEFA Champions League 2015-2016.
Come cantautrice per altri artisti, nel 2015 Barei ha co-prodotto la canzone "La última superviviente" per Edurne, inclusa nel sesto album Adrenalina. Ha scritto inoltre il testo di "Encadenada a ti" per Malú, inclusa nell'album Caos e secondo singolo della cantante.

### 2016–oggi: Eurovision Song Contest 2016
Il 29 dicembre 2015, la Radiotelevisión Española (RTVE) annuncia che Barei sarebbe stata una dei sei candidati alle selezioni spagnole, Objetivo Eurovisión, per l'Eurovision Song Contest 2016. Il 19 gennaio 2016, RTVE presenta le clip delle sei canzoni in concorso, tra cui Say Yay!, composta da Barei insieme a Rubén Villanueva e a Víctor Púa Vivó. Il 1º febbraio successivo, Barei vince la selezione canora nazionale con 114 punti, potendo così rappresentare la Spagna all'Eurovision Song Contest 2016 a Stoccolma (Svezia) a maggio. Poiché la Spagna fa parte dei Paesi fondatori dell'Eurovision, Barei passa direttamente alla serata finale del 14 maggio 2016, classificandosi ventesima.

## Discografia
Album
- 2011 - Billete para no volver
- 2015 - Throw the Dice

Singoli
- 2012 - Play
- 2013 - Another's Life
- 2013 - Foolish Nana
- 2014 - Wildest Horses
- 2014 - You Fill Me Up
- 2015 - Time to Fight
- 2015 - Get Up and Go
- 2016 - Say Yay!
- 2017 - I Don't Need to Be You

Video
- 2013 - Another's Life
- 2014 - Wildest Horses
- 2016 - Say Yay!